# Біла Ґура (Поморське воєводство)
Біла Ґура (пол. Biała Góra) — село в Польщі, у гміні Штум Штумського повіту Поморського воєводства.
Населення — 242 особи (2011).
У 1975-1998 роках село належало до Ельблонзького воєводства.

## Демографія
Демографічна структура станом на 31 березня 2011 року:
|          | Загалом | Допрацездатний вік | Працездатний вік | Постпрацездатний вік |
| -------- | ------- | ------------------ | ---------------- | -------------------- |
| Чоловіки | 116     | 24                 | 81               | 11                   |
| Жінки    | 126     | 23                 | 75               | 28                   |
| Разом    | 242     | 47                 | 156              | 39                   |